# Seance (album)
Seance è il terzo album in studio del gruppo rock australiano The Church, pubblicato nel 1983.

## Tracce
1. Fly – 2:09
2. One Day – 4:37
3. Electric – 6:02
4. It's No Reason – 5:50
5. Travel by Thought – 4:34
6. Disappear? – 5:47
7. Electric Lash – 4:24
8. Now I Wonder Why – 5:39
9. Dropping Names – 2:58
10. It Doesn't Change – 5:56
11. Someone Special (bonus track) – 4:10
12. Autumn Soon (bonus track) – 4:28

## Formazione
- Steve Kilbey - voce, basso, tastiera, arrangiamento archi
- Peter Koppes - chitarra, voce, organo
- Marty Willson-Piper - chitarra, voce
- Richard Ploog - batteria, percussioni